# Pholcomma antipodianum
Pholcomma antipodianum là một loài nhện trong họ Theridiidae.
Loài này thuộc chi Pholcomma. Pholcomma antipodianum được Raymond Robert Forster miêu tả năm 1955.